# Forty Guns
Forty Guns (bra: Dragões da Violência; prt: Quarenta Cavaleiros) é um filme de faroeste estadunidense de 1957, escrito e dirigido por Samuel Fuller para a 20th Century Fox. Filmado em CinemaScope.

## Elenco
- Barbara Stanwyck...Jessica Drummond
- Barry Sullivan...Griff Bonnell
- Gene Barry...Wes Bonnell
- Robert Dix...Chico Bonnell
- Dean Jagger...Xerife Ned Logan
- John Ericson...Brockie Drummond
- Hank Worden...Delegado John Chisholm
- Jidge Carroll...Barney Cashman
- Chuck Roberson...Howard Swain

## Sinopse
Nos anos de 1880, Griff Bonnell e seus irmãos Wes e Chico chegam em Tombstone (Arizona), no Condado de Cochise. Griff é um ex-pistoleiro que agora trabalha para o procurador-geral do Arizona, com um mandado de prisão para Howard Swain por roubo do correio.
Swain é um dos quarenta pistoleiros contratados pela fazendeira Jessica Drummond. Ela domina o território com mão de ferro, permitindo que a cidade seja aterrorizada pelo irmão Brockie Drummond e seus companheiros. O rapaz é bêbado e arruaceiro e vai longe demais quando atira no delegado quase cego Chisolm. Griff não queria se envolver mas acaba prendendo Brockie que é rapidamente solto pela irmã e pelo xerife corrupto Logan. Depois, ele vai até a fazenda de Jessica para prender Swain e a mulher não se opõe, para irritação do pistoleiro. Um novo assassinato ocorre e Griff busca mais um dos pistoleiros de Jessica, ao mesmo tempo que inicia um romance com a fazendeira.

## Produção
Fuller explora o formato widescreen com bastante uso de close-ups e uma das mais longas cenas de movimento feitas pela Fox até então - cerca de três minutos.
Harry Sukman foi o autor da trilha sonora e da condução. Jidge Carroll canta duas canções em cena, a canção-tema "High Ridin' Woman" de Harold Adamson e Harry Sukman; e "God Has His Arms Around Me", de Victor Young e Harold Adamson. Ambas as músicas foram gravadas pelo grupo The Sons of the Pioneers e distribuídas pela RCA (RCA 47-7079) com lançamento em 1 de novembro de 1957.